# Calificare (resurse umane)
Prin calificare (calificare de muncă; în latină qualis facere, „a produce calitate”) se înțelege pregătirea într-un anumit domeniu de activitate profesională (atestată de obicei printr-un act oficial) mai ales în economie și resurse umane, care este compusă din competență profesională, competență socială și calificare într-o profesie.

## General
Calificările profesionale nu sunt doar condiția prealabilă pentru statutul economic și social al unui individ în societate, dar și economia națională beneficiază de calificările forței de muncă. Chiar și economistul Adam Smith a subliniat în cartea sa, publicată în martie 1776 The Wealth of Nations, că într-o oră de muncă de muncă grea ar putea fi blocată mai multă performanță decât două ore de muncă ușoară. Dar numai prin munca asupra capitalului uman în special de către Jacob Mincer (1974), Gary Becker (1975) sau Theodore W. Schultz (1981) calificarea a devenit o parte centrală a teoriei.

## Tipuri
Calificarea constă în competență profesională, competență socială și calificare cheie.
Competența profesională constă în învățământul general, cunoștințe de specialitate și abilități(„muncitori calificați“), se obține prin școlarizare și formare profesională acestea trebuie să fie dovedite prin rapoartele școlare, certificate de absolvire, calificări profesionale, certificate de competență, teste de aptitudini.
Abilitățile sociale sunt cele de cooperare, de echipă, de comunicare, rezolvarea problemelor, orientarea obiectiv și dorința de a lua responsabilitate și poate fi dovedită numai prin certificate în cazuri excepționale(de evaluare a performanței).
Calificările cheie permit gestionarea competentă a cunoștințelor de specialitate. 
Competența tehnică înseamnă că solicitantul este capabil să aplice cunoștințele și abilitățile de specialitate relevante în cazurile relevante. Abilitățile sociale pot fi folosite în orice moment în interacțiunile sociale. 

## Vezi și
- Competența socială
- Calificare
- Calificare (termen juridic)